# Dysdera iguanensis
Dysdera iguanensis är en spindelart som beskrevs av Jörg Wunderlich 1987. Dysdera iguanensis ingår i släktet Dysdera och familjen ringögonspindlar.
Artens utbredningsområde är Kanarieöarna. Inga underarter finns listade i Catalogue of Life.